# Vương Kiến An
Vương Kiến An (8 tháng 11 năm 1907 — 25 tháng 7 năm 1980) là sĩ quan quân đội người Trung Quốc và Thượng tướng PLA.
Vương Kiến An sinh ra trong một gia đình nghèo, ông nhập ngũ tham gia quân đội khi mới 17 tuổi và gia nhập Đảng Cộng sản Trung Quốc ở tuổi 20. Ông trải qua nhiều trận đánh quan trọng trong những năm hỗn loạn của Trung Quốc như Chiến tranh Trung-Nhật lần thứ hai và Nội chiến Trung Quốc. Sau khi thành lập Nhà nước Cộng sản, ông chiến đấu với Lục quân Hoa Kỳ trong Chiến tranh Triều Tiên. Sau chiến tranh, ông được Chủ tịch Mao Trạch Đông phong quân hàm Thượng tướng. Ông đảm nhiệm chức Phó Tư lệnh Quân khu Thẩm Dương (1956-1961) rồi Phó Tư lệnh Quân khu Tế Nam (1961-1969) và cuối cùng là Phó Tư lệnh Quân khu Phúc Châu (1969-1975).
Ông là Ủy viên Ủy ban Quốc phòng Cộng hòa Nhân dân Trung Hoa khóa II, III. Ông cũng là Ủy viên Ủy ban Thường vụ Quốc hội khóa V.

## Tiểu sử

### Thời niên thiếu
Vương Kiến An sinh ngày 8 tháng 11 năm 1907 trong một gia đình có nền nông nghiệp tại huyện Hồng An, tỉnh Hồ Bắc.
Năm 1924, ông nhập ngũ tham gia quân đội của lãnh chúa Ngô Bội Phu, trong khi mẹ của ông qua đời sau khi chủ nhà đánh bà ấy. Trong chiến thắng năm 1926, Vương Kiến An trở về quê hương của ông và năm đó tham gia Hiệp hội nông dân và Xích vệ đội.
Tháng 8 năm 1927, ông gia nhập Đảng Cộng sản Trung Quốc. Ba tháng sau, ông tham gia Khởi nghĩa Hoàng Ma, cùng Vương Thụ Thanh và Vương Hoành Khôn, họ được gọi chung là "Tam Vương". Từ năm 1928, ông chiến đấu chống lại Quốc dân Đảng ở khu vực Hồ Bắc-Hà Nam-An Huy của Xô viết Trung Hoa.

### Vạn lý trường chinh
Năm 1934, ông tham gia Vạn lý Trường chinh, một cuộc thám hiểm bắt buộc hơn 12,500 km vào thập niên 1930. Tháng 10 năm 1936, ông ghi danh theo học tại Đại học Quân sự và Chính trị kháng Nhật.
Tháng 5 năm 1938, Vương Kiến An được bổ nhiệm làm chỉ huy chi đội Tân Phố của Bát lộ quân, ông chiến đấu chống lại Lục quân Đế quốc Nhật Bản ở tỉnh Sơn Đông thuộc miền Bắc Trung Quốc.

### Nội chiến Trung Quốc
Năm 1945, sau khi Nội chiến Trung Quốc bùng nổ, ông chiến đấu với Quốc dân Đảng ở Sơn Đông, nơi ông tham gia Trận đánh phía Nam Sơn Đông. Tháng 8 năm 1947, ông có mặt ở Trận đánh Sa Thổ Tập trong Chiến dịch Hoài Hải.

### Thời đại Cộng hòa Nhân dân Trung Hoa
Tháng 11 năm 1949, sau khi thành lập Nhà nước Cộng sản, Vương Kiến An và quân đội của ông hành quân đến đảo Chu San nhưng thất bại. Sau cùng, tháng 5 năm 1950, ông chiếm được đảo.
Năm 1952, chính phủ Đảng Cộng sản ủy nhiệm ông là tư lệnh kiêm chính ủy Binh đoàn 9, Chí nguyện quân Nhân dân Trung Quốc. Mùa xuân năm 1954, ông trở về Trung Quốc, trong khi ông bị ngất do huyết áp cao. Sau đó, ông chuyển vào một nhà thương ở Thanh Đảo, một thành phố bờ biển ở phía Đông tỉnh Sơn Đông.
Ngày 12 tháng 1 năm 1956, Vương Kiến An được phong quân hàm Thượng tướng. Tháng 12 năm 1956, ông được bổ nhiệm giữ chức Phó Tư lệnh Quân khu Thẩm Dương, năm năm sau, ông được chuyển đến Quân khu Tế Nam, nơi ông ở lại đến tháng 8 năm 1969, khi ông lại được chuyển đến Quân khu Phúc Châu. Tháng 8 năm 1975, Vương Kiến An trở thành cố vấn Quân ủy Trung ương, phục vụ ở vị trí này cho đến khi ông mất vào tháng 7 năm 1980.

## Đời sống cá nhân
Vương Kiến An kết hôn với Ngưu Ngọc Thanh (1913-2007). Đôi vợ chồng có bốn con trai và một con gái, theo thứ tự từ lớn đến nhỏ là: Vương Tây Ba, Vương Đông Ba, Vương Hàng Ba, Vương Hải Ba và Vương Lệ Ba (con gái).

## Phần thưởng
- Huân chương Bát Nhất hạng Nhất
- Huân chương Độc lập và Tự do hạng Nhất
- Huân chương Giải phóng hạng Nhất